# Диптих
Диптих (від грец. δίπτυχος — подвійний, складений у двоє):
1. Об'єднані однією темою та ідеєю два поетичні твори.
2. У малярських роботах дві картини об'єднані однією темою та ідеєю.
3. Музичний цикл з двох п'єс.

## Історія
Слово диптих походить від грецького словосполучення, що перекладається, як «складний вдвоє». У Давній Греції так спочатку називали вкриту воском дощечку, на якій писали.
У наш час слово диптих найчастіше вживають щодо поетичних творів.